# Simone Leathead
Simone Leathead (Montréal, 22 aprile 2003) è una tuffatrice canadese specializzata nelle grandi altezze.

## Carriera
Ha vinto la medaglia d'argento ai campionati mondiali di nuoto di Singapore 2025.

## Palmarès
- Mondiali

Singapore 2025: argento nei tuffi dalle grandi altezze.